# Cecilia Torudd
Cecilia Torudd, född Levan den 26 oktober 1942 i Lund, är en svensk illustratör, serieskapare och författare. Hon har sedan början av 1970-talet varit återkommande illustratör och serieskapare i och för Kamratposten. 
Som serieskapare är hon mest känd för Familjeliv och Ensamma mamman (Urhunden 1989), den senare en strippserie som originalpublicerades i Dagens Nyheter 1985–1988. Som illustratör har Torudd bland annat samarbetat med författarna Stig Unge, Siv Widerberg, Annika Holm och Lilian Edvall.

## Biografi

### Bakgrund och studier
Cecilia Torudd är dotter till Albert Levan och pianisten Karin Malmberg. Hon växte upp i ett akademikerhem i Lund, där hon hade en äldre bror.
I skolan var hon duktig i teckning, sång och gymnastik men i få andra ämnen och hon trivdes inte i skolan. Hon hade svårt med koncentrationen, iakttog andras kroppsspråk och tecknade flitigt. Redan i tioårsåldern funderade hon på en framtid som konstnär av något slag, och hon närde planer att renovera kyrkomålningar och som muralmålare.
Torudd avslutade grundskolan redan i åttonde klass och övergick till studier på Skånes Målarskola. I 16 års ålder flyttade hon till Stockholm och började 1959 studera på Konstfack, med dekorativ målning som huvudinriktning. Under den fyraåriga studietiden (avslutade 1964) gifte hon sig, nedkom med sina två barn och skilde sig. Därefter var hon ensam tvåbarnsförälder, att jämföra med situationen i hennes senare serien Ensamma mamman. Hon kunde därefter komplettera sina skolbetyg och studerade mellan 1966 och 1969 vidare vid Teckningslärarinistitutet.
I samband med att Torudd fick en halvtidstjänst som teckningslärare, började hon också få uppdrag som illustratör. När de båda sönerna inledde sin skolgång kunde hon 1975 avsluta sin tjänst som lärare och arbeta som illustratör och serieskapare på heltid.

### Tidig karriär
Hon debuterade som barnboksillustratör 1970, i Stig Unges En by i Sydamerika. Senare har hon bland annat illustrerat för Siw Widerberg och Annika Holm.
Torudd började i början av 1970-talet teckna för Kamratposten, där hon bland annat tecknade tidningens maskot – masken "Karl-Putte" – och tecknade löpande under ett antal års tid. "Karl-Putte" kvarstod som maskot för tidningen ända tills efter millennieskiftet och Ola Lindholms tid som redaktör på tidningen.
Via Kamratposten lärde Torudd känna författaren Lilian Edvall. De båda påbörjade ett samarbete 1986 med boken Mensboken, där Edvall skrev och Torudd illustrerade. Det blev till slut fyra böcker – Mensboken, Kärleksboken, Klimakterieboken och Skilsmässoboken.

### Familjeliv
Torudds egna tecknade serie Familjeliv debuterade i Kamratposten 1979, som den två sidor långa historien "Familjeliv i bilen". Den återtrycktes 1980 i serieantologin Samlade serier. Under 1980-talet återkom serien i tidningen som en återkommande serie, och  från 1987 har den även återtryckts i ett antal samlingsalbum.
Serien handlar om familjen Larsson, som består av pappa Kenneth, mamma Lisbet, de tre barnen Lotta, Johan och Lillen samt hunden Kalle. I den humoristiska serien har hon skildrat vardagen med självironi och ur ett kvinnligt perspektiv. Många av situationerna i serien inspirerades av Torudds egna teckningsverkstäder i olika mellanstadieklassiker under de år som serien publicerades, och eleverna kom ofta med konkreta uppslag till scener.

### Ensamma mamman
Cecilia Torudds mest kända serie är Ensamma mamman, en humoristisk strippserie som skildrar vardagen ur ett kvinnligt perspektiv. Serien debuterade i Dagens Nyheters gästserieavdelning "DN-serien" hösten 1985, skapad på uppdrag av DN:s serieredaktör Nisse Larsson och med ett "publiceringsfönster" på sex veckor. Senare återkom serien som en daglig serie, från 1 februari 1987. Den har därefter samlats i två seriealbum samt en mängd senare samlingsutgåvor. Totalt tecknades 500 seriestrippar under tre års tid.
Ensamma mamman startade som en slags självterapi för Torudd, efter några omtumlande år som tonårsförälder (den anonyma titelpersonen delar utseende med Torudd). Serien blev mycket uppmärksammad och har publicerats som återkommande serie i en mängd olika svenska tidningar.
1989 fick hon för Ensamma mamman Seriefrämjandets albumpris Urhunden. Juryns motivering löd: "Ensamma mamman är en serie som alla – och det vill säga alla – läser. Den innehåller inga tjusiga äventyr eller glamourösa hjältar, men alla kan känna igen sig i den. Cecilia Torudd ger sig på verklighetens människor och träffar med kroppsspråk och repliker ideligen mitt i prick. De senaste årens mest omskrivna serie har lyckats med konststycket att få den tråkiga vardagen att bli vansinnigt roande." Serien ledde även till Torudd fick emotta Svenska Serieakademins Adamsonstatyett.

### Senare produktioner
På 1990-talet övergick Torudd från en roll som illustratör åt andra till att bildsätta egna texter. Detta inkluderade de fyra bilderböckerna om Måns och Linus från 1995–1996. År 2000 kom Trollpappan, där det svåra ämnet med föräldrar och alkohol beskrevs.
En yrkesskada gjorde efter millennieskiftet att hon inte kunde teckna lika aktivt som tidigare och istället fått ägna sig mer åt skrivandet. Detta inkluderar Livet är ett helvete (2001) och I huvudet på en gammal hagga (2005). Hon skrev manus till pjäsen Kunde prästänkan så kan väl du, med bland annat Pia Green, som turnerade runt Sverige åren 1990 till 1994.
Vardagsliv med far- och morföräldrar är ämnet för en serie småbarnsböcker under samlingsnamnet En dag…. Den första titeln i serien var En dag med mormor: tåget hem (2015).

## Privatliv
Torudd är gift med Jack Valentin och har två söner från en tidigare relation. Sedan i början av 1990-talet delar hon boendet mellan Stockholm och eget hus i Grötlingbo på Gotland.